# Колабораціонізм у Криму під час Німецько-радянської війни

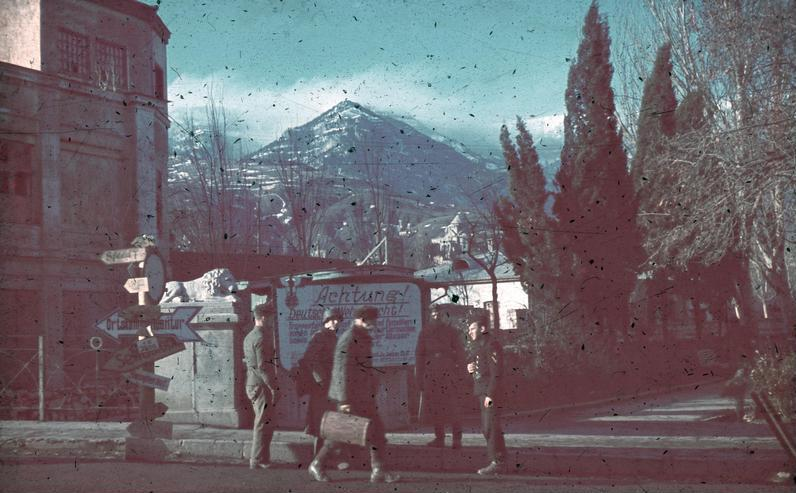
Німецькі солдати у Криму, грудень 1941 року

Колабораціонізм у Криму під час Німецько-радянської війни — політичне, економічне та військове співробітництво радянських громадян різних національностей, мешканців Криму, а також емігрантів з числа підданих колишньої Російської імперії з окупаційною владою нацистської Німеччини та її союзників під час Другої світової війни.

## Колабораціонізм росіян та українців у Криму

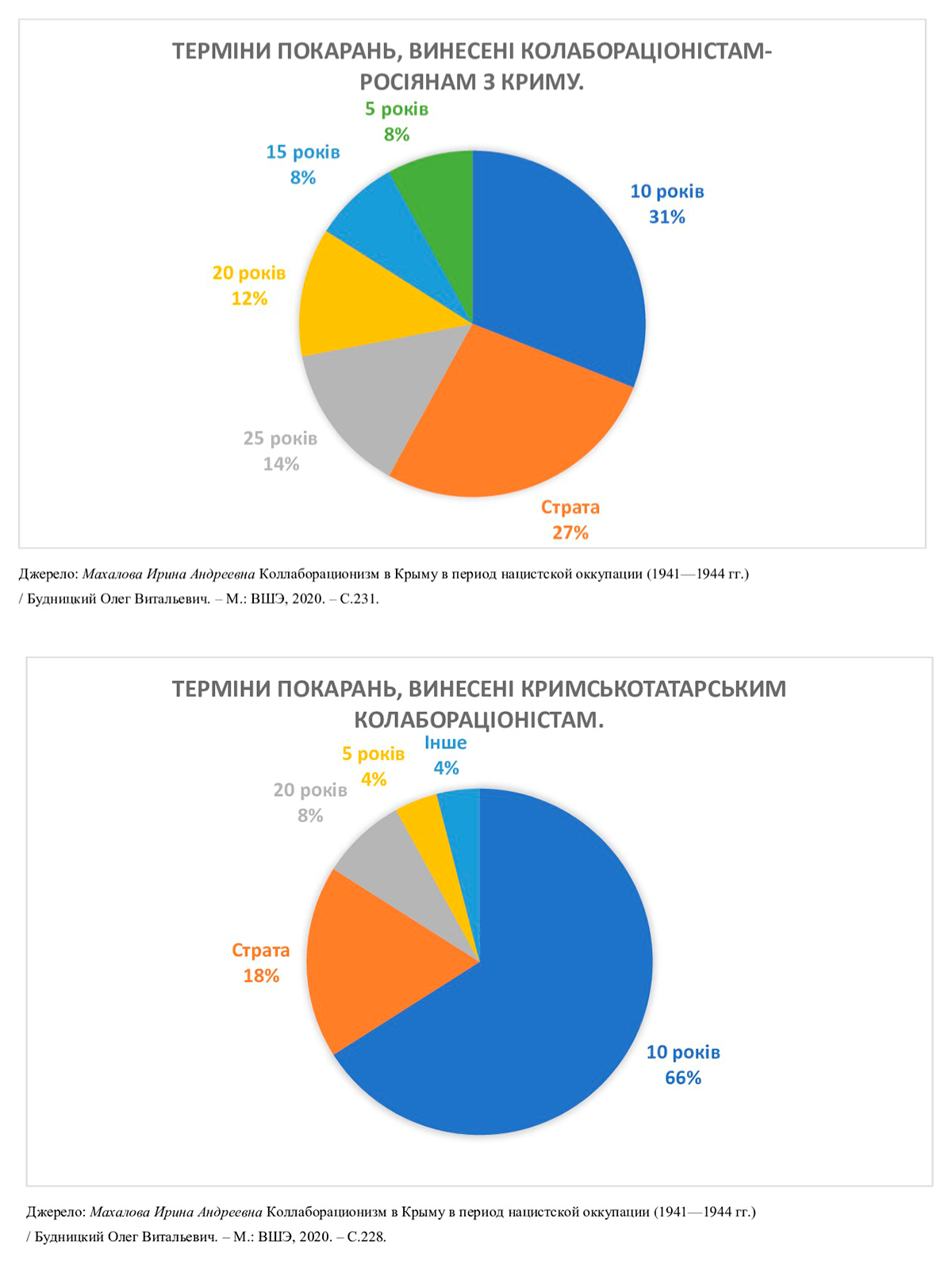
Середній термін, до якого засуджували кримських татар, — 10.5 років у виправно-трудових таборах. Це є специфікою військового колабораціонізму: за участь у добровольчих загонах та охорону сіл від партизанів без подальшої участі у фізичній розправі над радянськими громадянами та учасниками партизанських загонів радянські суди давали 10 років.
У той же час середній термін для колабораціоністів з-поміж росіян Криму складає 15.2 років виправно-трудових таборів. Крім цього, відсоток тих, хто був засуджений до страти через розстріл, також вищий у росіян, ніж серед кримських татар. Цей факт пояснюється тим, що росіяни Криму призначалися на позиції, які вимагали від них більшого залучення до організації репресій проти цивільного населення.

Доступна для дослідження вибірка судових справ колабораціоністів із Криму показує, що середній термін покарань для кримських татар виявився нижчим, ніж у росіян та українців Криму. Це означає, що діяльність колабораціоністів серед росіян та українців була пов'язана з більшими злочинами, ніж серед кримських татар. Росіяни та українці у Криму (на відміну від кримських татар, для яких здебільшого був характерний військовий колабораціонізм) переважно виконували адміністративні та поліцейські функції, тому вони були більш активно залучені до процесу переслідування та знищення єврейського населення. Абсолютну більшість агентів нацистської служби безпеки в Криму, яка займалася виявленням та переслідуванням єврейського населення, складали росіяни та українці.
Жінки, які не могли виконувати фізичну роботу на рівні з чоловіками, часто займалися господарством. Колишні члени айнзатцгрупи D під час судових процесів свідчили, що в німецьких поліцейських штабах обслуговуючий персонал складався виключно з російських жінок. На території Криму були організовані борделі в Алушті, Сімферополі, Феодосії, причому більшість дівчин, які в них працювали, були росіянками за національністю. Один із колишніх членів айнзатцгрупи свідчив на суді, що бордель у Феодосії відвідував Алоїс Перштерер — командир айнзатцкоманди 10b та один із найактивніших учасників акцій проти кримських євреїв.
Хоча в партизанських звітах підкреслювалося, що нібито лише кримські татари розкрадали продовольчі бази, і цей наратив став частиною всіх повоєнних «спогадів» кримських партизан, німецькі документи свідчать про інше. Відповідно до повідомлення верховного командування 11-ї армії Вермахту від 23 листопада 1941 року, жителі Сімферополя, переважно росіяни та українці, також розголошували німцям місцезнаходження партизанських продовольчих баз.
Росіяни та українці склали основу місцевого окупаційного самоврядування в містах, тоді як у сільській місцевості управління залежало від національності людей, які в них проживали.

## Невдачі партизанів і пропаганда щодо кримських татар
Сєров, Кобулов і Берія спочатку прийняли рішення про необхідність депортації, а тільки після використали звинувачення в масовій зраді як виправдання. Такий підхід відображав попередні депортації інших народів, зокрема радянських німців, карачаївців, калмиків, чеченців, інгушів та балкарців. Депортація поволзьких німців у 1941 році створила прецедент, що виправданням колективного покарання цілої нації може бути звинувачення в масовій зраді. Цей шаблон повторювався під час депортацій у 1943 та 1944 роках, коли декрети часто використовували майже ідентичні формулювання. У випадку чеченців, інгушів і балкарців офіційні укази про звинувачення їх у державній зраді та накази про депортацію видавалися лише після завершення переселення. Отже, звинувачення в колективній зраді були по суті формальністю, що легітимізувала депортації.
Під час керівництва радянським партизанським рухом у Криму Мокроусов і Мартинов зіткнулися зі значними військовими невдачами проти німців, у яких вони звинувачували кримських татар. Використовуючи це як привід, радянські партизани розпочали кампанію з нападів на кримськотатарські села, що призвело до безладного вбивства мирних жителів і викрадання їхніх запасів продовольства, прирікаючи вцілілих на голодну смерть. Зокрема, Мокроусов і Мартинов закликали до авіаударів, які знищили мирні селища Стіля і Кучук-Озенбаш. Зосередження уваги на пограбуванні кримськотатарських сіл замість боротьби з німцями сприяло серйозним військовим невдачам, тому в липні 1942 року радянський уряд усунув Мокросуова з його посади. Отже, партизанський рух у Криму скоротився з 3098 членів у листопаді 1941 року до лише 150 чоловіків до листопада 1942. Офіційні радянські звіти приписували некомпетентність Мокроусова його алкоголізму: він фактично не міг виконувати навіть своїх найелементарніших військових обов'язків через психічні вади внаслідок пияцтва.
Мокроусів і Мартинов, крім того, що виявилися бездарними у військовій справі, були ще й шовіністично налаштовані до кримських татар. Так, вони заборонили їм вступати в партизанські загони та видавили кримських татар з-під лісистих масивів, що призвело до загибелі багатьох кримськотатарських комуністів. У липні 1942 року вони направили перший хибний донос командувачу Південно-Західного фронту маршалу Будьонному про те, що більшість кримських татар нібито перейшла на бік німців. Ймовірно, цей донос став першоджерелом для НКВС, який пізніше склав «обґрунтування» депортації кримських татар. Як і Сєров, Кобулов та Берія, Мокроусов і Мартинов не надали жодних доказів на підтвердження своїх наклепницьких заяв.
Грабування кримськотатарських сіл радянськими партизанами для здобуття їжі виявилося менш ефективною тактикою порівняно з реальними диверсіями проти німецьких ліній постачання. 2 січня 1942 року німецький уряд затвердив утворення кримськотатарських батальйонів самооборони для захисту їхніх сіл від таких нападів. До 15 лютого 1942 року вони організували 1632 кримських татар у 14 рот і 6 батальйонів. Ці формування захищали селища проти нападів партизан Мокроусова.
Кримські татари також воювали в лавах партизанів після того, як радянська влада усунула Мокроусова з посади та зняла шовіністичну заборону на їх вступ до лав партизанів. До січня 1944 року партизанський рух досяг 3783 осіб (на відміну від 150 осіб під керівництвом Мокроусова). Шістсот тридцять (тобто 17 %) з них були кримськими татарами: участь кримських татар у партизанському русі була пропорційною їх частці у населенні Криму. Багато кримськотатарських сіл також надавали допомогу партизанському руху після того, як партизани припинили свої шовіністичні напади на них у липні 1942 року, незважаючи на великий ризик німецьких репресій. Таким чином, невдачі партизанського руху в Криму були пов'язані лише з некомпетентністю та шовінізмом російського керівництва, а не з «колабораціонізмом» кримських татар.

## Кримськотатарський, литовсько-татарський та румунсько-татарський колабораціонизм та національний рух

### Грудень 1941— весна 1944
Наприкінці грудня 1941 в Бахчисараї був створений так званий Мусульманський комітет, який очолив колиш. член кримськотатарської партії Міллі Фірка («Національна партія») Джеміль Абдурешідов. Через кілька днів комітет переїхав до Сімферополя. За задумом його засновників, ця установа мала представляти всіх кримських татар і керувати всіма сферами їхнього життя. Сімферопольський мусульманський комітет складався з 18-ти осіб: президента, 2-х заступників і 15-ти членів, кожен з яких відповідав за певну сферу діяльності. Члени комітету затверджувалися начальників поліції безпеки і СД генералів округу «Крим». Головною метою діяльності к-ту було сприяння нім. окупаційній адміністрації. Вирішенням конкретних питань займалися відповідні відділи: по боротьбі з рад. партизанами; по комплектуванню добровольчих формувань; по наданню допомоги сім'ям добровольців; пропаганди й агітації (при цьому відділі перебувала редакція газети «Azat Kirim» («Звільнений Крим») — головного органу мусульманських к-тів); релігії. У січні–березні 1942 подібні комітети були створені в Алушті, Бахчисараї, Євпаторії, Карасубазарі (нині м. Білогірськ), Старому Криму, Судаку і Ялті. Місцеві мусульманські к-ти мали таку саму структуру й у своїх діях неофіційно керувалися вказівками столичного к-ту.
З боку окупаційної адміністрації була накладена сувора заборона на будь-яку політичну діяльність мусульманських комітетів. Проте лідери кримськотатарських націоналістів не полишали надії отримати ширші повноваження. Боротьба за поширення повноважень мала два етапи, які за місцем дії можна умовно назвати «кримським» і «німецьким». Перший етап тривав до квітня–травня 1944. Літо 1944 — весна 1945 — період боротьби за політ. права в еміграції.
У квітні 1942 Джеміль Абдурешідов, Ільмі Керменчикли, Гжік Аппаз та інші розробили новий статут і програму діяльності Сімферопольського к-ту, які передбачали в кінцевому підсумку створення Кримськотатарської держави під протекторатом Німеччини. Документи були подані на розгляд до міністерства в справах окупованих східних областей. Після негативної реакції окупантів керівники руху поділилися на 2 угруповання: колабораціоністів, роль яких зводилася до звичайного пособництва німецькій адміністрації, і прихильників «третьої сили», які відтепер вважали своїм ворогом не тільки сталінізм, а й гітлеризм. Перших очолив Джеміль Абдурешидов. Діяльність їхніх опонентів пов'язана з іменем одного з лідерів національного руху 1917–20 Амета Озенбашли. Свої погляди на програму співпраці з Німеччиною він відобразив у меморандумі, написаному в листопаді 1942. Хоча цей документ був навіть поміркованішим, ніж попередній, окупаційна влада не послала його до Берліна. Боротьба між угрупованнями нац. руху тривала з перемінним успіхом ще рік. У листопаді 1943 прихильники «третьої сили» зазнали поразки, а їхній лідер, побоюючись репресій, виїхав до Румунії. Мусульманські к-ти припинили політичну активність: їхня діяльність була зведена до вирішення господарських та добродійних питань.

### Літо 1944— весна 1945
Літо 1944 — весна 1945 — другий етап боротьби за політичні права, який пов'язаний з ім'ям Мустафи Едіге Киримала (Шинкевича) — емігранта з СРСР, литовського татарина, який від 1932 мешкав у Туреччині. У грудні 1941 він і Мустеджиб Улькюсал (теж емігрант, але з Румунії, тобто румунський татарин) при підтримці німецького посла в Туреччині Франца фон Папена прибули до Берліна, де спробували вступити в переговори з представниками німецького політичного керівництва. У ході зустрічей вони висловили побажання отримати гарантії щодо майбутньої незалежності Криму і попросили допустити їх у табори військовополонених на території південної України і Криму, де утримувалися кримські татари. Розмови про незалежність Криму німці залишили без коментарів. У проханні ж відвідати табори вони відмовили, пославшись на карантин.
Проте головним результатом поїздки до Берліна стало те, що цим емігрантам вдалося залишитися в Німеччині та закласти тут засади для майбутнього кримськотатарського представництва. Навесні 1942 з Кирималом працювало 12 осіб. У липні 1942 генеральний комісар округу «Крим» Альфред Фрауенфельд повідомив Едіге Кирималу, що уряд Німеччини визнає його «штаб, як повноважне представництво кримських татар», але тільки у сфері економічних і гуманітарних інтересів. У листопаді 1942 Киримал отримав дозвіл приїхати до Криму. Метою візиту була зустріч з представниками місцевої кримськотатарської громадськості. 16 грудня берлінська делегація провела спільне засідання з членами Сімферопольського комітету. Едіге Киримал і Абдул-Халім Баліч інформували актив к-ту про роботу свого представництва. К-т схвалив діяльність берлінського штабу, визнав його керівну роль і обрав до свого складу обох доповідачів. У січні 1943 штаб Киримала був визнаний міністерством у справах окупованих східних областей єдиним представником інтересів кримськотатарського народу і став офіційно іменуватися Кримськотатарським національним  центром. У листопаді 1943 при цьому міністерстві виник кримськотатарський відділ (Krimtataren Leitstelle), який мав давати вказівки Едіге Кирималу та його людям. Навесні 1944 національний центр взяв активну участь у порятунку членів кримськотатарських мусульманських комітетів. Йому вдалося евакуювати 60 осіб. Ще близьк 2 тисяч (в основному, кадри поліцейських формувань) були вивезені морем на початку боїв за Крим.
Восени 1944 Едіге Киримал залишився єдиним лідером кримськотатарського національного руху, якого визнавала Німеччина. Але, фактично, через депортацію кримських татар він нікого не представляв. Та навіть у таких умовах ключовим пунктом програми Киримала було досягнення незалежності Криму в межах півострова. Ця позиція привела його в листопаді 1944 до конфлікту з генералом Андрієм Власовим. Центр Киримала відмовився приєднуватися до Комітету визволення народів Росії (КВНР). Мустафа Едіге Киримал активно пропагував ідею «тюркської єдності». Згідно з поглядами Киримала, кримські татари не тільки повинні були отримати незалежність, а й відчути себе частиною «єдиного тюркського миру». З цими ідеями він виступав на сторінках газети «Kırım» («Крим»), перший номер якої вийшов у Берліні 25 листопада 1944. Киримал надавав допомогу в створенні бойової групи «Крим» Східнотюркського з'єднання військ СС. Головним чином вона полягала в підготовці офіцерських кадрів.
17 березня 1945 уряд Німеччини зробив офіційну заяву, в якій Кримськотатарський національний центр визнавався «єдиним представником кримськотатарського народу». Його головою залишався Едіге Киримал, але склад центру повністю оновився. Новий центр почав свою діяльність у квітні 1945. Першим його кроком була заява про те, що головною політичною метою організації є боротьба за національне і політичне звільнення кримських татар. Проте в результаті військової поразки Німеччини цей захід не мав наслідків.

## Депортація кримських татар
Незважаючи на широко поширену російську пропагандистську тезу про те, що депортація нібито була «розмазаним» покаранням на весь народ нібито за злочини колабораціоністів, факт насправді полягає в тому, що колабораціоністи з числа кримських татар, як і колабораціоністи з будь-якого народу, мали ім'я та прізвище і були засуджені, згідно з радянським законодавством, за ту чи іншу ступінь співпраці з німцями та відправлені до радянських концтаборів на певний термін або розстріляні. При цьому, як показує аналіз справ підсудних та архів Музею Голокосту, кримські татари були практично не залучені до репресій проти мирних жителів та у Голокост, на відміну від росіян із Криму, які у зв'язку з цим отримали більш суворі покарання, навіть незважаючи на те, що співробітники НКВС намагалися приписати кримським татарам ті злочини, які вони ніколи не скоювали (кримські татари переважно перебували у загонах самооборони, що займалися боротьбою з партизанами та захистом кримськотатарських сіл від грабіжницьких набігів радянських партизанів).
Депортації здебільшого зазнали жінки та діти (більш ніж 4/5 з депортованних або близько 82 %). З закінченням війни солдати, сержанти, офіцери, генерали, герої війни з-поміж кримськотатарських чоловіків, що воювали у лавах Червоної армії та дожили до кінця війни, були демобілізовані і в 1945—1946 роках також направлені в місця спецпоселення для депортованих.

## Висвітлення
Вихід книги Володимира Ширшова «Книга пам'яті Східного Криму» (рос. Книга памяти Восточного Крыма), де роль кримських татар у війні подана тенденційно однобоко (лише як посібників нацистського режиму), викликав протест з боку кримськотатарського населення, що переріс у масові мітинги. Напередодні Дня Незалежності України 2013 року весь тираж книги було знищено.

## Історіографія
- Гулима О.. Колабораціонізм кримських татар під час Другої світової війни: причини та наслідки // Наукові записки: серія «Історія». — С. 38-42.
- Махалова І. А. КОЛАБОРАЦІОНІЗМ У КРИМУ В ПЕРІОД НАЦИСТСЬКОЇ ОКУПАЦІЇ (1941-1944 рр.) / Будницкий Олег Витальевич. — Москва : ВШЕ, 2020. — 277 с.
- Поляков В. Є.. Партизанський рух у Криму в роки Великої Вітчизняної війни // Вестник СПбГУ. — № 2, 2016, 2. — С. 88-100.
- Rudakova Daria. Цивільний колабораціонізм в окупованій Україні та Криму, 1941-1944 рр.: дослідження мотиваціїня = Civilian Collaboration in Occupied Ukraine and Crimea, 1941-1944: A study of motivation. — Perth : The University of Western Australia, 2018.
- Weiss-Wendt Anton. Нацистський геноцид ромів: переоцінка та вшанування = The Nazi Genocide of the Roma: Reassessment and Commemoration. — New York : berghahn, 2015.
- J. Otto Pohl. The False Charges of Treason against the Crimean Tatars // International Committee for Crimea. — Washington, 2010. — № 18.